# Richard Bonynge
Richard Alan Bonynge (født 29. september 1930 i Sydney) er en australsk dirigent.

## Biografi
Bonynge begyndte at spille klaver som femårig. Han studerede klaverspil på musikkonservatoriet i Sydney hos Lindley Evans, der havde været akkompagnatør for den legendariske operasanger Nellie Melba.
Bonynge akkompagnerede sin kusine, der var koloratursopran, studerede klaverspil og optrådte offentligt. Ved en koncert i slutningen af 1940'erne mødte han sin senere hustru, Joan Sutherland. Bonynge forlod Australien i 1950 for at fortsætte sine studier ved Royal College of Music i London. Han blev interesseret i at arbejde med Joan Sutherland, der ankom året efter. De blev gift i 1954.
Efter Sutherlands internationale gennembrud i 1959 besluttede de midt i 1960'erne at arbejde sammen som sanger og dirigent; først ved koncertopførelser, siden ved operaopførelser og pladeindspilninger. Bonynges debuterede som dirigent i maj 1962, da han ved en koncert med Sutherland måtte erstatte dirigenten, der var blevet syg. Joan Sutherland var allerede en stor stjerne, mens Bonynge var en ukendt og uerfaren dirigent. Han blev derfor mødt med megen kritik og nedladenhed. Gennem sit arbejde overbeviste han publikum og fagfolk om sit talent.
I 1965 havde de en ukendt italiensk tenor Luciano Pavarotti på en turne i Australien.
Bonynge var i 1974–78 kunstnerisk leder af operaen i Vancouver og i 1976-86 leder af operaen i Sydney. Gæstespil med Sutherland har ført dem rundt til alle musikalske centre i verden.

## Betydning
Fra 1960 har Richard Bonynge udviklet sig til en af verdens mest ansete og betydningsfulde dirigenter og ekspert i belcanto og det franske operarepertoire. Han banede vejen for glemte værker af Rossini, Bellini, Donizetti, Massenet m.fl. Sammen med sin kone spillede han så sjældne værker som Esclarmonde (Massenet), Le Roi de Lahore (Massenet), Semiramide (Meyerbeer). Hans diskografi rummer flere end 50 operaoptagelser, balletmusik og solooptagelser med sangere.